# آملکور
آملکور (به فرانسوی: Amelécourt) یک کمون در فرانسه است که در Canton of Château-Salins واقع شده‌است.

## خصوصیات
آملکور ۷٫۵۶ کیلومترمربع مساحت و ۱۴۶ نفر جمعیت دارد و ۲۲۰ متر بالاتر از سطح دریا واقع شده‌است.